# (4184) Berdyayev
(4184) Berdyayev (1969 TJ1) – planetoida z grupy pasa głównego asteroid okrążająca Słońce w ciągu 4,14 lat w średniej odległości 2,58 j.a. Odkryta 8 października 1969 roku.